# Elektrodynamische luidspreker

Doorsnede van een elektrodynamische luidspreker

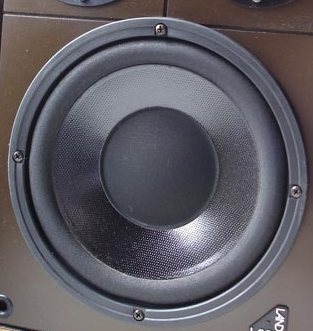
Voorbeeld van een elektrodynamische luidspreker

Een elektrodynamische luidspreker is een apparaat waarmee elektrische signalen worden omgezet in geluid. Het is het meest voorkomende toestel voor de lage frequenties.

## Werking
Elektrodynamische luidsprekers werken doordat een in de tijd variërende elektrische stroom door een spoel loopt die in een constant magnetisch veld is opgehangen. De windingen van de spoel ondervinden hierdoor een kracht. De spoel is bevestigd aan de luidsprekerconus. Dat is een (meestal) kegelvormig membraan, licht van gewicht en vaak vervaardigd van papier, kunststof of lichtmetaal. Het gevolg is dat de conus op dezelfde manier als de door de spoel lopende stroom gaat bewegen en daarmee de lucht in trilling brengt. Bij sommige luidsprekers is de spoel verwerkt in een relatief groot membraan dat tussen magneetstrips is gespannen.
Een grote diameter zal resulteren in een groot bewegend oppervlak. Er kan meer elektrische energie omgezet worden in akoestische energie. De geluidsdruk, met bijvoorbeeld 1 watt of 2,83 volt zal dan relatief groot zijn.
Luidsprekers zijn er onder andere in de standaardmaten:
- 53 cm (21")
- 46 cm (18")
- 38 cm (15")
- 30 cm (12”)
- 25 cm (10”)
- 20 cm (8”)
- 16 cm (6,5”)
- 11 cm (4,5”)
- 8 cm (3”)
- 2,5 cm (1”)

Maar er zijn meerdere maten die verkocht worden. Dit zijn wel de meest gebruikte maten.
Het frequentiebereik van een luidspreker wordt uitgedrukt in hertz (Hz) en is niet gerelateerd aan de grootte van de luidspreker.
Het menselijk oor kan geluiden van 20 tot 20.000 Hz (20 kHz) waarnemen.
Doordat het membraan meetrilt, ontstaan er onzuiverheden in het voortgebrachte geluid. In de loop van de tijd zijn er daarom verschillende pogingen gedaan om het membraan te vervangen door iets anders. Bijvoorbeeld door een platte aluminium plaat met honingraatstructuur. Maar uiteindelijk wordt nog steeds een enigszins flexibel membraan op papier of kunststof basis het meest gebruikt.